# Parafia św. Marcina w Sierakowicach
Parafia św. Marcina w Sierakowicach – rzymskokatolicka parafia w Sierakowicach. Należy do dekanatu sierakowickiego znajdującego się w diecezji pelplińskiej. Erygowana w XIV wieku.
Parafia obchodzi również odpust św. Barbary. Jej proboszczem jest ks. Tadeusz Knut.

## Obszar parafii
Na obszarze parafii leżą ulice Sierakowic: Abrahama, Brzozowa, Ceynowy, Cicha, Chłopska, Dworcowa, Derdowskiego, Jeziorna, Kartuska, Kochanowskiego, Kwiatowa, Krasickiego, Kubusia Puchatka, Leśna, Lęborska, 11 Listopada, Łąkowa, ks. Łosińskiego, Majkowskiego, Mickiewicza, Mirachowska, ks. Nowickiego, Nowe Osiedle, Okrężna, Orzeszkowej, Parkowa, Piwna, Prusa, Przedszkolna, Reja, Rynek, Sienkiewicza, Skarpowa, Skłodowskiej, Słoneczna, Słupska, Spacerowa, ks. Sychty, kard. Stefana Wyszyńskiego, Wojska Polskiego, Wybickiego, Zielona.
Na obszarze parafii leżą również wsie: Bukowo, Karczewko, Kokwino, Migi, Łyśniewo Sierakowickie, Paczewo, Poręby, Puzdrowo.